# Эльснер, Юзеф
Юзеф Антони Францишек Э́льснер (пол. Józef Antoni Franciszek Elsner, при рождении Йозеф Ксавер Эльснер, нем. Joseph Xaver Elsner, пол. Józef Ksawery Elsner, 1 июня 1769, Гродкув — 18 апреля 1854, Эльснерув, Варшава) — польский композитор, дирижёр и музыкальный педагог немецкого происхождения.

## Биография
Йозеф Эльснер родился недалеко от Бреслау в католической немецкой семье. Мать Эльснера происходила из Клодзко, региона, находившегося под воздействием польской и чешской культуры. Будущий композитор получил образование в гимназии при доминиканском монастыре и иезуитском коллеже в Бреслау, где в 1782 году было исполнено его первое сочинение — мотет «Ave Maria». После этого Эльснер уехал сперва в Брно, где играл скрипачом в оркестре оперного театра, а затем во Львов, где был назначен дирижёром императорского театра. В 1799 году он переехал в Варшаву, где до 1824 году был главным дирижёром Национального театра и изменил своё имя на польский лад. В 1823 году композитор был награждён орденом Святого Станислава.
Эльснер также активно занимался преподавательской деятельностью — среди его учеников были Томаш Наполеон Нидецкий, Юзеф Стефани, Игнаций Феликс Добжиньский, Мортье-де-Фонтен, Ромуальд Зентарский, Юлиан Фонтана и Фредерик Шопен. Последний учился у Эльснера композиции и теории музыки в 1823—1829 годах и посвятил ему свои Вариации для фортепиано с оркестром на тему Моцарта «La ci darem la mano» и Первую фортепианную сонату,  написанные в период обучения. В 1839-1840 Эльснер приезжал в Петербург, там исполнялись его сочинения. Именно в Петербурге появился замысел исторической оратории «Петр Великий». Добжиньскому принадлежат два связанных с Эльснером марша: на золотую годовщину его (второй) свадьбы (1852) и траурный марш на его смерть (1854).
Юзеф Эльснер скончался в своём поместье недалеко от Варшавы. В честь композитора назван симфонический оркестр в Ополе.
Среди собственных произведений Эльснера — многочисленные оперы (38), в том числе «Лешек Белый» (пол. Leszek Biały) и «Король Локетек» (пол. Król Łokietek), оратория «Страсти Иисуса Христа», две мессы, Вечерня Девы Марии, ряд религиозных композиций для Вроцлавского собора, восемь симфоний, полонезы, вальсы, марши, камерная музыка.